# Двоніг трипалий
Двоніг трипалий (Bipes tridactylus) — вид амфісбен роду Двоноги (Bipes) родини Двоноги (Bipedidae).

## Опис
Загальна довжина досягає 17—18 см. Голова сплощена, закруглена, верхня щелепа виступає над нижньою. Зуби плевродонтні, гострі, нерівні між собою за довжиною. Присутні лише передні кінцівки з 3 малорозвиненими пальцями, забезпеченими кігтями. Ключиці, лопатки й грудна кістка малорозвинені. Від плечей до заднього проходу тягнеться ясна бічна складка. 
Забарвлення спини буро—жовтого або коричнюватого кольору, черево матово—біле.

## Спосіб життя
Мешкає у піщаному ґрунті, напівпустелях, слабко кам'янистих місцинах. Майже усе життя проводить під землею, риючи ходи та нори. Харчується мурахами та термітами.
Це яйцекладний плазун. Самиця відкладає 1—3 яйця.

## Розповсюдження
Це ендемік Мексики. Мешкає у штаті Ґерреро.